# Odostomia barkleyensis
Odostomia barkleyensis är en snäckart som beskrevs av Dall och Bartsch 1910. Odostomia barkleyensis ingår i släktet Odostomia och familjen Pyramidellidae. Inga underarter finns listade i Catalogue of Life.